# Richard Montague
Richard Merett Montague (Stockton, 20 de setembro de 1930 - Los Angeles, 7 de março de 1971) foi um matemático e  filósofo americano.
Graduado em Filosofia pela Universidade da Califórnia (Berkeley) (1950), obteve o seu mestrado em 1953 e o doutorado em 1957, sob a orientação do matemático e lógico Alfred Tarski. Toda a carreira acadêmica de Montague foi desenvolvida como professor do Departamento de Filosofia da UCLA. Entre seus orientados, destacaram-se Nino Cocchiarella e Hans Kamp.
Interessou-se pelos fundamentos da lógica e da teoria dos conjuntos. Sua tese de doutorado, intitulada Contribuições aos fundamentos axiomáticos da teoria dos conjuntos, contém a primeira prova de que todas as axiomatizações possíveis da teoria axiomática mais comum  - a Teoria de Conjuntos de Zermelo-Fraenkel, conhecida como ZFC - devem conter um número infinito de axiomas. Em outros termos, a ZFC não pode ser objeto de uma axiomatização finita.
Montague foi um  pioneiro da abordagem lógica da  semântica da linguagem natural, que se tornou conhecida pelo nome de Gramática de Montague. Essa abordagem da linguagem influenciou particularmente alguns pesquisadores em linguística computacional, talvez até mais do que os   filósofos da linguagem tradicionais.

## Teses
Para Montague não há diferença de princípio entre a semântica das línguas naturais e a das artificiais. Ele se utilizou de desenvolvimentos recentes da lógica intensional para evidenciar a estrutura lógica das línguas naturais. Em Montague, a sintaxe é orientada para a superfície, não havendo transformações, como na sintaxe de Chomsky. As expressões da linguagem natural são reformuladas, mediante regras de conversão, na linguagem da lógica intensional, cuja interpretação é prevista pelo modelo teórico.
Cada expressão portadora de sentido contém uma intensão que lhe é atribuída, a qual, independentemente dos mundos ou das situações possíveis, confere  materialidade a um objeto referente enquanto extensão. Dessa maneira, de acordo com as condições de verdade de Frege, frases da linguagem natural podem ser emitidas e conclusões válidas podem ser formuladas.
A gramática semântica universal de Montague opõe-se de maneira crítica à teoria gramatical de Chomsky, na qual a semântica é considerada como um componente independente da sintaxe. Montague afirma, ao contrário, que o sentido de uma frase é imediatamente ligado à sua construção sintática. N
Entretanto essa teoria é considerada mais como uma tentativa de explicação de um ramo solidamente demarcado da semântica das línguas naturais. Muitos fenômenos da linguagem natural (as partículas modais), as anáforas de frase, a coerência linguística etc.) não podem nem devem ser tratados no âmbito dessa teoria, sobretudo porque alguns deles se situam na fronteira da pragmática. Apesar de tudo, a teoria propõe uma base formal para que se considere corretamente a intensionalidade. Assim, uma asserção do tipo "João procura um unicórnio" não contém nenhuma afirmação acerca da existência do unicórnio mas significa que João está à procura de algo que tenha as propriedades de um unicórnio.

## Vida pessoal
Montague foi um talentoso organista e investidor imobiliário bem-sucedido. Sua morte ocorreu em circunstâncias violentas: foi assassinado, e o crime nunca foi esclarecido. Homossexual, ele costumava trazer para casa pessoas desconhecidas, que encontrava em bares. Foi encontrado morto, estrangulado, dentro da sua banheira (Feferman & Feferman 2004: 332-33).
Sua vida e sua obra inspiraram vários  romances, destacando-se The Semantics of Murder (A semântica do assassinato), de Aifric Campbell.